# Druckentlastung
Als Druckentlastung wird das Nachlassen des Druckes auf einen Festkörper oder ein Fluid bezeichnet, beispielsweise durch ein Sinken des Luftdrucks oder durch eine Verringerung der Auflast. 
In der Physik, den Material- und den Geowissenschaften ist die Druckentlastung Ursache zahlreicher Phänomene und eine wichtige Ursache für Volumenänderungen und daraus folgende Prozesse. Bei Gasen nimmt das Volumen – entsprechend den Gasgesetzen – stark zu, was zum Beispiel bei Kühlsystemen technisch genutzt wird, aber bei der Förderung von Erdöl unerwartetes Austreten von Erdgas aus dem Untergrund bewirken kann. In der Technik erfolgt die Entlastung von Druckbehältern in bestimmten Arbeitsphasen oder automatisch durch Sicherheitsventile – z. B. bei Dampfkesseln, beim Druckkochtopf oder beim Venting eines Kernreaktors.
Steht eine Flüssigkeit unter atmosphärischem oder sonstigem Gasdruck, so nimmt bei dessen Abnahme die Verdunstungsrate zu, was im Extremfall sogar unter dem Gefrierpunkt zu rascher Sublimation in den gasförmigen Aggregatzustand führen kann. Wenn andererseits Gase unter Druck in Flüssigkeiten gelöst sind, kommt es – wie bereits 1670 Robert Boyle feststellte – bei plötzlicher Druckentlastung zur Bildung von Gasblasen. Die Tauchphysik kennt deshalb verschiedene Sicherheitssysteme, um die gefürchtete Gasblasenembolie (Dekompression) zu verhindern, die auftritt, wenn Taucher zu rasch aufsteigen.
Bei Festkörpern und Gesteinen hat jede Druckentlastung eine zwar nur kleine Änderung des Volumens zur Folge, die sich aber durch die Volumenausdehnung in Rissen, Klüften und anderen Erscheinungen äußern kann. So entstehen beim Aufsteigen von Tiefengesteinen (oder bei der Erosion darüberliegender Gesteine) Kluftsysteme, welche die Verwitterung an der Erdoberfläche beschleunigen. Diese spezielle Form konzentrischer Kluftbildung und der mit ihr assoziierten Verwitterung wird Exfoliation genannt. Granitische Felsen wie der Zuckerhut von Rio de Janeiro oder der Half Dome in der kalifornischen Sierra Nevada verdanken ihre markante Form diesem Prozess.